# Guddadahosahalli, Ranibennur
Guddadahosahalli là một làng thuộc tehsil Ranibennur, huyện Haveri, bang Karnataka, Ấn Độ.